# Dubyella italica
Dubyella italica là một loài Rêu trong họ Fabroniaceae. Loài này được Schimp. mô tả khoa học đầu tiên năm 1866.